# آمبروجو برتا
آمبروجو برتا (ایتالیایی: Ambrogio Beretta; ۲۳ سپتامبر ۱۹۰۸ – ۱۴ فوریهٔ ۱۹۸۸) دوچرخه‌سوار اهل ایتالیا بود.